# Füllort

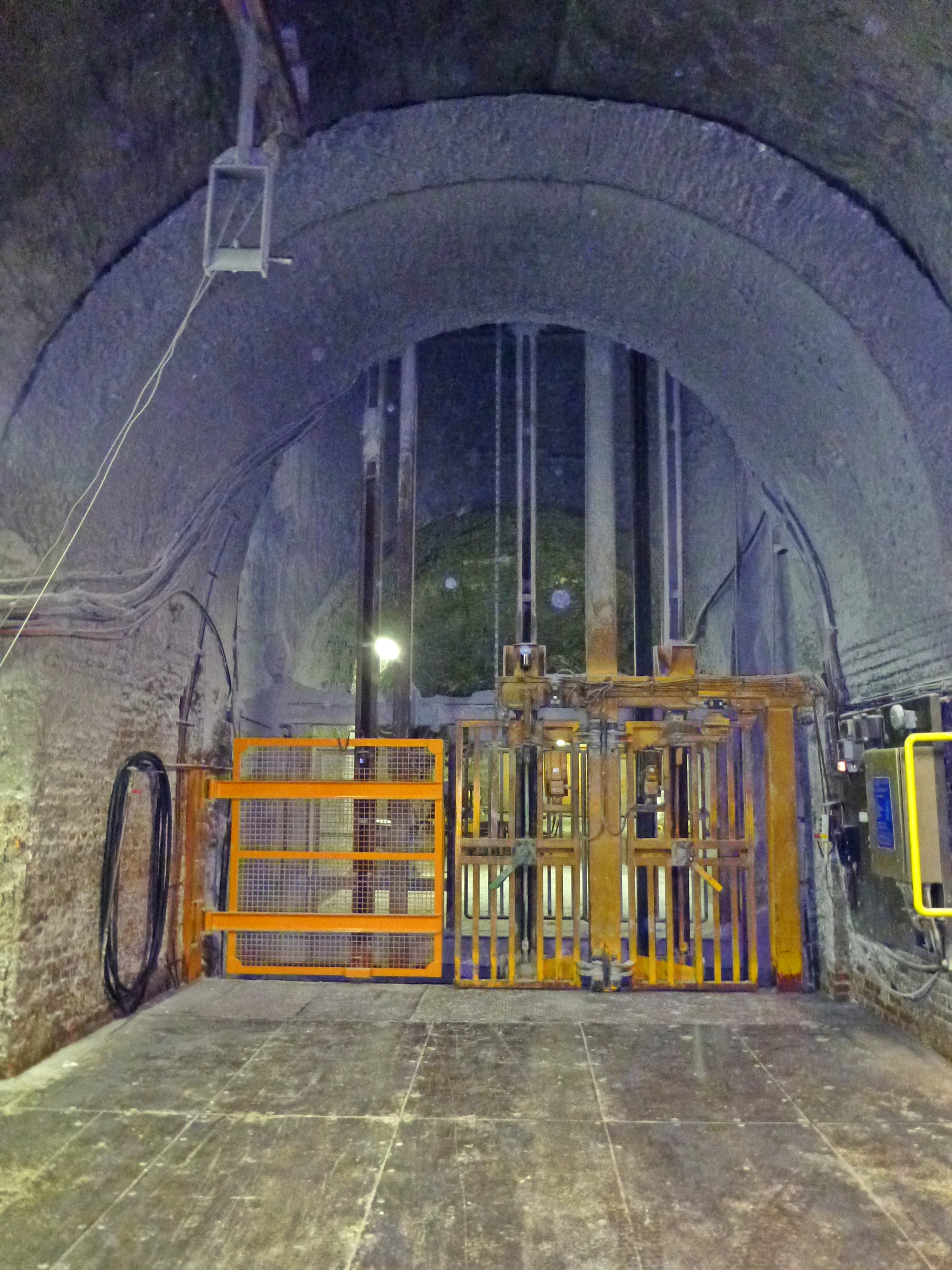
Füllort des Salzbergwerks Braunschweig-Lüneburg

Das Füllort (Mz. Füllorte oder Füllörter), auch Schachtfüllort oder Anschlag genannt, ist im Bergbau unter Tage die funktionelle Schnittstelle zwischen der meist seigeren (vertikalen) Schachtförderung und der söhligen (horizontalen) Streckenförderung. Es ist das untertägige Gegenstück zur Hängebank. Das Füllort war noch in der ersten Hälfte des 20. Jahrhunderts einer der größten Unfallschwerpunkte im Ruhrkohlenbergbau unter Tage.

## Grundlagen
Räumlich betrachtet ist das Füllort der Kreuzungsbereich eines Schachtes und einer Strecke bzw. eines Stollens. Die Bezeichnung „Füllort“ stammt aus der Zeit, als in diesem Teil des Grubengebäudes der Inhalt der aus dem Abbau hierher geschafften Förderwagen in die Förderkübel der Schachtförderung (um)gefüllt wurde. Das Füllort ist im gesamten Grubengebäude der größte Umschlagplatz für Fördergüter. Es dient in der Förderung als Speicher für das Fördergut und schafft somit einen Mengenausgleich zwischen der Schacht- und der Streckenförderung. Die Aufgabe des Füllortes besteht darin, einen reibungslosen Übergang zwischen der Streckenförderung und der Schachtförderung zu ermöglichen. Gleichzeitig ist das Füllort bei der Seilfahrt Umsteigestelle für die von bzw. nach über Tage fahrenden Bergleute. Das Füllort muss somit so erstellt sein, dass möglichst einfache und leicht zu bedienende Fördervorgänge durchführbar sind.

## Gestaltung
Die Gestaltung des Füllorts ist, je nach Anforderung und geologischen Bedingungen, unterschiedlich und teilweise sehr umfangreich. Um das Füllort vor Abbaukonvergenzen zu schützen, muss es räumlich im Schachtsicherheitspfeiler angelegt werden. Damit die volle Förderkapazität des jeweiligen Förderschachtes optimal genutzt werden kann, sind die Form des Füllortes und seine Ausstattung sehr wichtig.

### Vorindustrieller Bergbau
Zu dieser Zeit war das Füllort, das man auch Füllbank, Füllloch, Anschlagkammer oder Fassstall nannte, ein erweiterter Grubenbau, der neben dem Schacht oder um den Schacht herum gebaut wurde. Das Füllort war hierbei mindestens so breit wie der Schachtdurchmesser, teilweise auch breiter und reichte in der Regel bis zum Schachttiefsten. Die Höhe dieser Füllörter lag in der Regel bei zwei Klafter. Aus den Abbaubetrieben wurden die Mineralien von den Förderleuten mittels Hunt zum Schacht gefördert. Dort wurden sie dann in das Füllort gestürzt und hier zwischengelagert, bevor sie dann mit der Schachtförderung abgefördert wurden. Damit die gesammelten Mineralien vom Füllort abgefördert werden konnten, mussten sie manuell in die Schachtfördergefäße gefüllt werden. Damit die Fördergefäße gefüllt werden konnten, wurde unterhalb der Sohle in der Schachtwandung eine Einbuchtung mit einem kleinen Absatz erstellt, auf den die Fördertonne während des Befüllens gestellt wurde. Anschließend wurden die auf dem Liegenden befindliche Mineralien mittels Kratze und Trog in die bereitstehenden Schachtfördergefäße gefüllt. Diese Arbeit wurde von Bergleuten, die man Füller nannte, durchgeführt. Es gab auch Bergwerke, auf denen die so platzierte Fördertonne direkt aus dem Hunt befüllt wurde. Zusätzlich wurden die seitlich neben dem Schacht angelegten Füllörter zum Wenden von gefördertem Grubenholz benötigt. Dies war insbesondere dann erforderlich, wenn das Grubenholz größere Abmessungen hatte als der Schachtquerschnitt.
Später wurde das Füllort unterhalb der Streckensohle platziert. Hierfür wurde vor dem Schacht ein rechteckiger Raum unterhalb der Sohle erstellt. Der Raum hatte eine quadratische Grundfläche mit einer Länge von zwei bis drei Lachtern und war ein bis eineinhalb Lachter hoch. Im unteren Bereich lief das Füllort zu einer trichterförmigen Verengung aus, die mit einem Schieber versehen war. Bei festem Nebengestein wurde das Füllort ohne Ausbau erstellt, bei brächigem Gestein musste das Füllort mit Ausbau versehen werden. Die Sohle des Füllortes wurde so ausgebaut, dass die Auslauföffnung frei blieb. Unterhalb der Füllbank wurde ein Raum soweit frei gelassen, dass er mit einem Hunt unterfahren werden konnte. Dieser Hunt hatte entweder den halben oder den ganzen Rauminhalt wie das Fördergefäß. Der Hunt wurde zum Befüllen unter die Auslauföffnung geschoben und durch Aufziehen des Schiebers schnell gefüllt. Der gefüllte Hunt wurde bis zur Schachtwandung geschoben und sein Inhalt wurde dort in die bereitstehende Fördertonne entleert. Zur Befüllung musste die Fördertonne möglichst tief unterhalb der Sohle stehen. Hierfür wurde sie auf eine, im Schacht tiefer angebrachte, vorgesehene Bühne gestellt.

### Moderner Bergbau

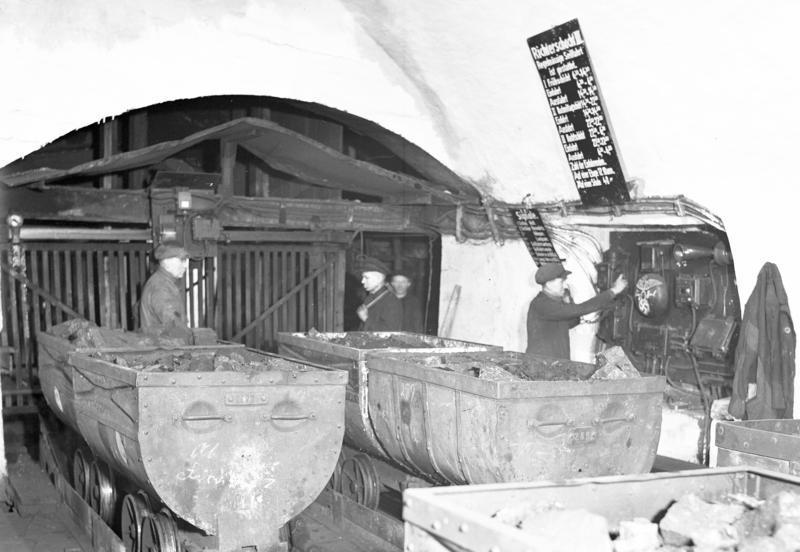
Füllort

Moderne Füllörter sind in Funktion und räumlicher Ausdehnung durchaus mit U-Bahn-Tunneln vergleichbar. Förderwagen aus dem Abbau werden auf Fördergestelle geschoben und von über Tage kommende leere bzw. mit Material beladene Förderwagen werden herausgedrückt (Gestellförderung), oder es werden Fördergefäße aus schachtnahen Vorratsbunkern mit Fördergut befüllt (Gefäßförderung). Bedingt durch die gestiegene Förderleistung ist im Füllort eine hohe maschinelle Unterstützung erforderlich. Dies wiederum erfordert entsprechend größere Abmessungen in der Höhe, der Breite und der Länge. Die Höhe des Füllortes liegt je nach Anforderung bei etwa fünf bis sechs Metern, teilweise sogar bei sieben bis acht Metern. Eine große Höhe ist insbesondere für die Seilfahrt erforderlich, damit soviel Absteigestellen vorhanden sind wie der Korb Tragböden hat. Nur dadurch ist es möglich, dass alle auf dem Korb befindlichen Bergleute gleichzeitig auf- und absteigen können. Die kleinste Breite muss mindestens so groß sein wie der lichte Schachtdurchmesser. Hat der Schacht zwei Schachtförderungen, so werden im Füllort mindestens fünf Gleise benötigt. Mit zunehmendem Abstand vom Schacht verkleinern sich die Höhe und die Breite des Füllortes, bis sie die Abmessungen der Förderstrecke erreichen. Dabei wird die Firste mit einer allmählichen Neigung gestaltet, um Wirbelbildungen der Wetter und Ansammlungen von Grubengasen zu vermeiden.

#### Füllortformen
Grundsätzlich wird zunächst zwischen einflügeligen und zweiflügeligen Füllörtern unterschieden. Bei zweiflügeligen Füllörtern gibt es eine Voll- und eine Leerseite, und der Wagenwechsel auf dem Förderkorb wird in einem Ablauf durchgeführt, indem die vollen Förderwagen aufgeschoben werden und dabei die leeren Hunte abdrücken. Bei einflügeligen Füllörtern, die sich nur für relativ geringe Fördermengen eignen, werden zunächst die leeren Förderwagen vom Förderkorb abgezogen und danach die vollen von derselben Seite aus aufgeschoben, was die Umschlagzeit mehr als verdoppelt.
Nach der Gestaltung des Wagenumlaufs wird zwischen Füllörtern ohne und mit Umfahrung und weiterhin zwischen Einschleifen- und Zweischleifenfüllort unterschieden. Füllörter für Gefäßförderung sind grundsätzlich anders aufgebaut, da hier der horizontale Förderstrom seitlich am Schacht vorbeigeführt, vom Fördermittel in die Zwischenbunker und von da in die Mess- und Fülltaschen gefördert wird. Hier dient der Schachtanschlag nur zu Wartungs- und Reparaturzwecken sowie in manchen Fällen der Seilfahrt.:508ff.